# (24730) 1991 VM5
1991 في أم 5 (ويعرف أيضًا باسم (24730) 1991 في أم 5 وفق تسمية الكوكب الصغير) (بالإنجليزية: 1991 VM5)‏ هو كويكب ضمن حزام الكويكبات؛ وترتيبه 24730 من حيث الاكتشاف.
اكتُشف هذا الجُرم الفلكي بواسطة Satoru Otomo ‏ في 5 نوفمبر 1991.

## وصلات خارجية
- (24730) 1991 VM5 في قاعدة بيانات مختبر الدفع النفاث لأجرام النظام الشمسي الصغيرة

- الاكتشاف · مخطط المدار ·  العناصر المدارية · المعلمات المادية

- (24730) 1991 VM5 على موقع ويكي سكاي: DSS2, SDSS, GALEX, IRAS, Hydrogen α, X-Ray, Astrophoto, Sky Map, Articles and images